# Pachydermoperiostose
Die Pachydermoperiostose ist eine sehr seltene angeborene Form der primären hypertrophen Osteoarthropathie mit den Hauptmerkmalen Trommelschlegelfinger, Verdickung der Haut (Pachydermie) und des Periostes der Röhrenknochen.
Synonyme sind: Familiäre Pachydermoperiostose; PDP; Touraine-Solente-Golé-Syndrom; Uehlinger Syndrom; Hyperostosis generalisata mit Pachydermie; lateinisch Osteodermopathia hypertrophica.
Rosenthal-Klöpfer-Syndrom gilt als veraltete Bezeichnung.
Die Erstbeschreibung stammt aus dem Jahre 1868 durch Nicolaus Friedreich.
Die Namensbezeichnungen beziehen sich auf Beschreibungen aus dem Jahre 1935 durch die französischen Dermatologen Albert Touraine (1883 – 1961), Gabriel Solente und Laurent Golé sowie aus dem Jahre 1942 durch den Zürcher Pathologen Erwin Uehlinger.

## Verbreitung
Die Häufigkeit ist nicht bekannt, das männliche Geschlecht ist 7 mal häufiger betroffen. Die Vererbung erfolgt autosomal-dominant oder autosomal-rezessiv.

## Ursache
Je nach zugrunde liegender Mutation können folgende Typen unterschieden werden:
- dominante Form (PHOAD)[10]
- rezessive Form 1 (PHOAR1) mit Mutationen im HPGD-Gen auf Chromosom 4 Genort q34.1[11]

Mutationen dieses Genes finden sich auch bei der Kranio-Osteoarthropathie
- rezessive Form 2 (PHOAR2) mit Mutationen im SLCO2A1-Gen auf Chromosom 3 Genort q22.1-q22.2[12]

## Einteilung
Klinisch können drei Unterformen unterschieden werden:
- vollständige Form mit Pachydermie und Periostitis
- unvollständige Form mit Knochenveränderungen, aber ohne Pachydermie
- Forme fruste mit erheblicher Pachydermie, aber keine oder nur geringe Skelettveränderungen

## Klinische Erscheinungen
Klinische Kriterien sind:
- Manifestation im Kindesalter oder beim Jugendlichen
- Hyperostose am Periost, auch an den Bänder und kleinen Gelenken
- rheumatische Veränderungen mit Gelenkerguss, Arthritis, Akroosteolyse
- Trommelschlegelfinger, Uhrglasnägel
- flächenhafte Verdickung der Haut (Pachydermie) an Unterarmen, Unterschenkeln und Gesicht
- Cutis verticis gyrata
- Hyperhidrose, Seborrhoe
- Akromegalie
- Eventuell angeborene Herzfehler wie Persistierender Ductus arteriosus
- nur selten Osteoporose

Hinzu können Kyphose, neurologische Veränderungen kommen.

## Diagnose
Die Diagnose ergibt sich aus der klinischen und radiologischen Untersuchung einschließlich Magnetresonanztomographie und/oder Skelettszintigraphie.

## Differentialdiagnose
Abzugrenzen sind:
- Kranio-Osteoarthropathie
- sekundäre hypertrophe Osteoarthropathie
- Chronisch rekurrierende multifokale Osteomyelitis
- SAPHO-Syndrom
- Camurati-Engelman-Syndrom
- Schilddrüsenbedingte Veränderungen an den Fingern und Zehen
- luetische Osteomyelitis

sowie das (nicht anerkannte) Brugsch-Syndrom.